# Metiga
| ֽ | Sof pasuq       |  | ֑   | Etnachta            |
| ֶ | Segol (Trope)   |  | ֓ ׀ | Schalschelet gedola |
| ֔ | Zaqef qaton     |  | ֕   | Zakef gadol         |
| ֗ | Rewia           |  | ֖   | Tipcha              |
| ֮ | Zarqa (Trope)   |  | ֙   | Paschta             |
| ֚ | Jetiw           |  | ֛   | Tewir               |
| ֜ | Geresch (Trope) |  |    | Gerschajim (Trope)  |
| ֡ | Pazer           |  | ֟   | Qarne para          |
| ֠ | Telischa gedola |  | ֣ ׀ | Munach Legarmeh     |

| ֣ | Munach           |  | ֤ | Mahpach         |
| ֥ | Mercha           |  | ֦ | Mercha kefula   |
| ֧ | Darga (Trope)    |  | ֨ | Qadma           |
| ֩ | Telischa qetanna |  | ֪ | Jerach ben jomo |
| ֖ | Majela (Trope)   |  |  |                 |

Metiga ◌֨ hebräisch מְתִיגָ֨ה in Verbindung mit Zaqef qaton auch Metiga-Zaqef מְתִיגָ֨ה־זָקֵ֔ף ist eine Trope in der jüdischen Liturgie und zählt zu den biblischen Satz-, Betonungs- und Kantillationszeichen Teamim, die im Tanach erscheinen. Metiga ist ein zweiter Akzent, der sich neben dem ersten Akzent von Zaqef qaton auf dem gleichen Wort, oder der gleichen Maqqef-Verbindung befindet. Es ersetzt somit ein Meteg.

## Begriffe
| Trope                                                                          |
| ------------------------------------------------------------------------------ |
| von altgriechisch τρόπος tropos über jiddisch טראָפּ trop dt.: Betonung, Melodie |

Das Wort מְתִיגָה kann mit „zügeln“ übersetzt werden und hat dann denselben Wortstamm, wie Meteg. Metiga-Zaqef ist dann eine Bezeichnung für die Tropen-Folge von Metiga und Zaqef qaton.

## Symbol
Das Symbol von Metiga ist dasselbe Symbol wie Qadma. Es ist folglich nur durch den Kontext von Qadma abzugrenzen. Das Zeichen ist als die Trope Metiga aufzufassen, wenn ihm auf demselben Wort, oder derselben Maqqef-Verbindung (links davon) ein Zaqef qaton folgt.

## Grammatik
Metiga erscheint als Betonungszeichen auf einer geschlossenen Silbe, die eine Nebenbetonung trägt. Als König kann das zugehörige Zaqef qaton einen Halbsatz teilen.
| Zaqef qaton | Metiga |
| ----------- | ------ |
| ◌֔           | ◌֨      |

Als erstes Beispiel legt in Deuteronomium 26,4  Metiga Zaqef das einzelne Wort וְהִ֨נִּיחֹ֔ו als vollständiges Zaqef-qaton-Segment fest. „er soll niederlegen“ ist hier der erste Teil der zweiten Vershälfte.
Als zweites Beispiel sei hier Numeri 13,20  genannt. וְהִ֨תְחַזַּקְתֶּ֔ם ‚Seid getrost‘ ist hier ebenfalls ein vollständiges Zaqef-qaton-Segment. Das Zaqef qaton trennt hier als letzter König im ersten Halbvers das Etnachta-Segment. Ihm voran geht ein langes Zaqef-qaton-Segment, das durch verschiedene Herzöge und Grafen unterteilt ist.
Im dritten Beispiel markiert Metiga Zaqef den ersten Teil eines Etnachta-Segments. Numeri 35,30  beginnt mit einer Maqqef-Verbindung. כָּל־מַ֨כֵּה־נֶ֔פֶשׁ ‚Wer eine Seele erschlägt‘ trägt eine Nebenbetonung auf der geschlossenen, ersten Silbe des zweiten Wortes und die Hauptbetonung auf der ersten Silbe des letzten Wortes.
Weitere Beispiele: Genesis 21,33  (וַיִּ֨קְרָא־שָׁ֔ם – 1. König, 2. Halbvers),Numeri 35,30  (כָּל־מַ֨כֵּה־נֶ֔פֶשׁ – 1. König, 1. Halbvers), Deuteronomium 26,4  (וְהִ֨נִּיחֹ֔ו – 1. König, 2. Halbvers), 1 Sam 20,30  (לְבָ֨שְׁתְּךָ֔ – letzter König, 2. Halbvers), 2 Kön 4,1  (וְהַ֨נֹּשֶׁ֔ה – 1. König, 2. Halbvers), 1 Kön 6,6  (וְהַ֨שְּׁלִישִׁ֔ית – im 1. Halbvers), Jesaja 6,6  (בְּמֶ֨לְקַחַ֔יִם – 1. König, 2. Halbvers), Jesaja 54,14  (וּמִ֨מְּחִתָּ֔ה – im 2. Halbvers), Hos 2,5  (וְהִ֨צַּגְתִּ֔יהָ – im 1. Halbvers), Ester 1,4  (וְאֶ֨ת־יְקָ֔ר – im 1. Halbvers), Ester 3,2  (וּמָ֨רְדֳּכַ֔י – 1. König, 2. Halbvers), Ester 8,9  und Ester 9,15  (וְאֶ֨ל־הַיְּהוּדִ֔ים / וּבַ֨בִּזָּ֔ה – 1. König im sehr kurzen 2. Halbvers)
In all diesen Beispielen existiert kein Metiga-Zaqef-Segment, das noch weitere Worte mit eigener Trope enthalten würde.